# Johann Zerdik
Johann Zerdik (* 7. April 1878 in Wien; † 1. Juni 1961 ebenda) war ein österreichischer Politiker der Christlichsozialen Partei (CSP).

## Ausbildung und Beruf
Nach dem Besuch der Volks- und Realschule ging er an eine Technische Hochschule und wurde Landesoberbaurat.

## Politische Funktionen
- 1918–1919: Abgeordneter zum Provisorischen Landtag von Niederösterreich
- Mitglied des Gemeinderates von Amstetten

## Politische Mandate
- 4. März 1919 bis 9. November 1920: Mitglied der Konstituierenden Nationalversammlung, CSP
- 15. März 1919 bis 24. Juni 1920: Staatssekretär  für Handel und Gewerbe, Industrie und Bauten
- 30. Oktober 1918 bis 15. März 1919: Staatssekretär für öffentliche Arbeiten